# 헨리 쿠프라슈빌리

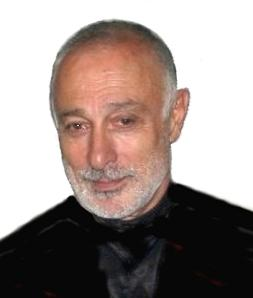

헨리 쿠프라슈빌리(조지아어: ჰენრი კუპრაშვილი) (1946년 9월 13일 조지아 하슈리에서 태어남)는 조지아 특수수영학교의 설립자이다. 2002년 8월 30일 인류 역사상 처음으로 유럽에서 아시아로 다르다넬스 해협을 고대 조지아 군사 훈련 스타일로 손과 발을 고정한 상태로 유영, 총 12킬로미터 구간을 3시간 15분 만에 헤엄쳤다.

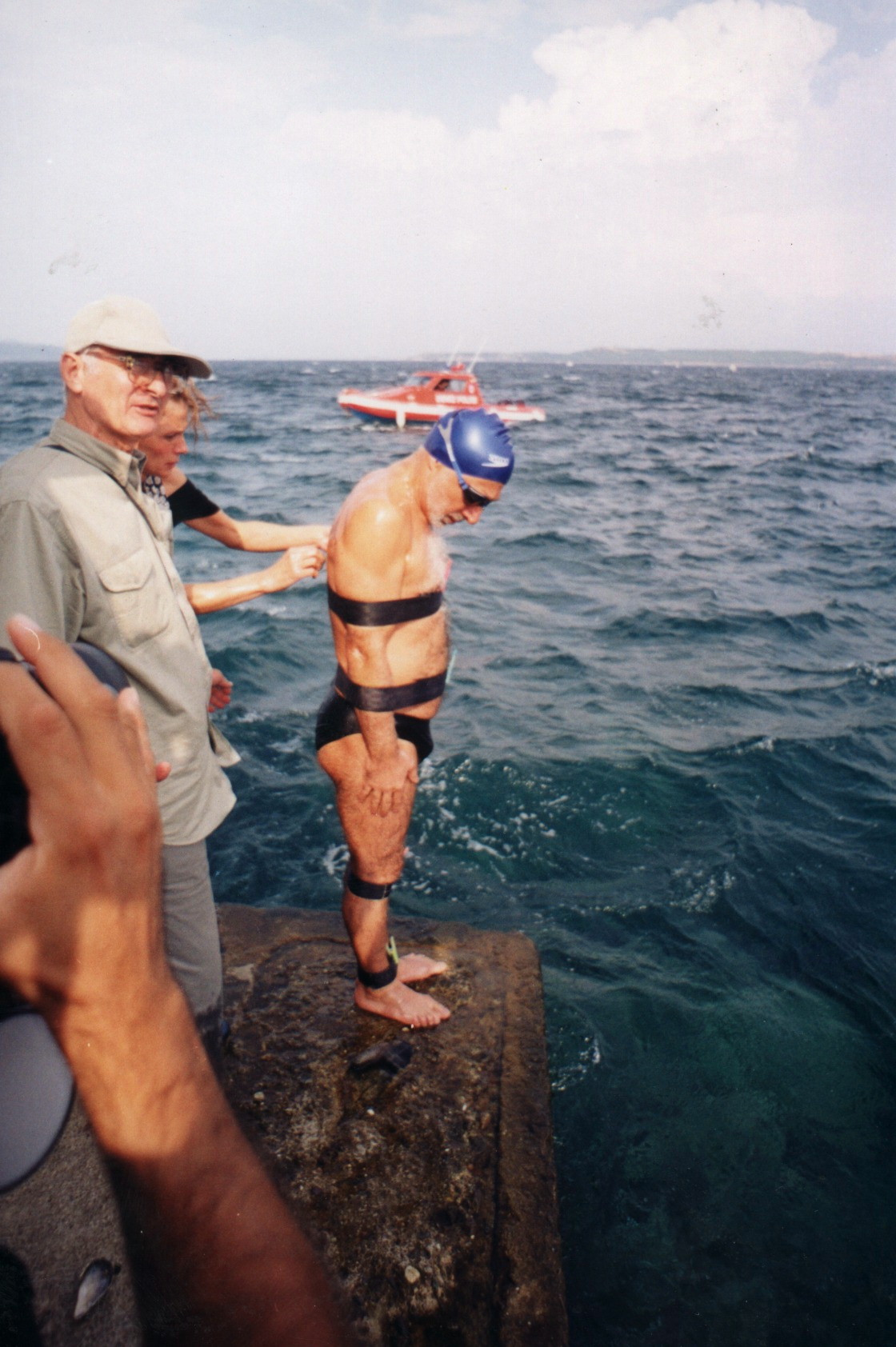
Henri Kuprashvili - Dardanelles 2002